# Радослав Горбік
Радослав Горбік (пол. Radosław Horbik; нар. 29 березня 1977, Вроцлав, Нижньосілезьке воєводство) — польський борець вільного стилю, дворазовий бронзовий призер чемпіонатів світу серед військовослужбовців, срібний призер Всесвітніх ігор серед військовослужбовців, чемпіон Ігор Балтійського моря, учасник Олімпійських ігор.

## Життєпис
Боротьбою почав займатися з 1987 року.
Виступав за спортивний клуб «Грюнвальд» Познань. Тренер — Пйотр Краєвський (з 2003).

## Спортивні результати на міжнародних змаганнях

### Виступи на Олімпіадах
| Змагання                    | Збірна | Вагова категорія          | Місце |
| --------------------------- | ------ | ------------------------- | ----- |
| Літні Олімпійські ігри 2008 | Польща | вільна боротьба, до 84 кг | 16    |

### Виступи на Чемпіонатах світу
| Змагання                        | Збірна | Вагова категорія          | Місце |
| ------------------------------- | ------ | ------------------------- | ----- |
| Чемпіонат світу з боротьби 1999 | Польща | вільна боротьба, до 76 кг | 22    |
| Чемпіонат світу з боротьби 2001 | Польща | вільна боротьба, до 76 кг | 22    |
| Чемпіонат світу з боротьби 2005 | Польща | вільна боротьба, до 84 кг | 5     |
| Чемпіонат світу з боротьби 2006 | Польща | вільна боротьба, до 84 кг | 7     |
| Чемпіонат світу з боротьби 2007 | Польща | вільна боротьба, до 84 кг | 19    |

### Виступи на Чемпіонатах Європи
| Змагання                         | Збірна | Вагова категорія          | Місце |
| -------------------------------- | ------ | ------------------------- | ----- |
| Чемпіонат Європи з боротьби 1998 | Польща | вільна боротьба, до 69 кг | 16    |
| Чемпіонат Європи з боротьби 2001 | Польща | вільна боротьба, до 76 кг | 16    |
| Чемпіонат Європи з боротьби 2002 | Польща | вільна боротьба, до 74 кг | 15    |
| Чемпіонат Європи з боротьби 2005 | Польща | вільна боротьба, до 84 кг | 8     |
| Чемпіонат Європи з боротьби 2006 | Польща | вільна боротьба, до 84 кг | 14    |
| Чемпіонат Європи з боротьби 2007 | Польща | вільна боротьба, до 84 кг | 13    |

### Виступи на Чемпіонатах світу серед військовослужбовців
| Змагання                                                  | Збірна | Вагова категорія          | Місце  |
| --------------------------------------------------------- | ------ | ------------------------- | ------ |
| Чемпіонат світу з боротьби серед військовослужбовців 2003 | Польща | вільна боротьба, до 84 кг | 9      |
| Чемпіонат світу з боротьби серед військовослужбовців 2005 | Польща | вільна боротьба, до 84 кг | Бронза |
| Чемпіонат світу з боротьби серед військовослужбовців 2008 | Польща | вільна боротьба, до 84 кг | Бронза |

### Виступи на Всесвітні іграх серед військовослужбовців
| Змагання                                | Збірна | Вагова категорія          | Місце  |
| --------------------------------------- | ------ | ------------------------- | ------ |
| Всесвітні ігри військовослужбовців 1999 | Польща | вільна боротьба, до 76 кг | 5      |
| Всесвітні ігри військовослужбовців 2007 | Польща | вільна боротьба, до 84 кг | Срібло |

### Виступи на Чемпіонатах світу серед студентів
| Змагання                                        | Збірна | Вагова категорія          | Місце |
| ----------------------------------------------- | ------ | ------------------------- | ----- |
| Чемпіонат світу з боротьби серед студентів 2000 | Польща | вільна боротьба, до 76 кг | 5     |
| Чемпіонат світу з боротьби серед студентів 2004 | Польща | вільна боротьба, до 84 кг | 7     |

### Виступи на Іграх Балтійського моря
| Змагання                    | Збірна | Вагова категорія          | Місце  |
| --------------------------- | ------ | ------------------------- | ------ |
| Ігри Балтійського моря 1997 | Польща | вільна боротьба, до 69 кг | Золото |

### Виступи на інших змаганнях
| Змагання                                                         | Збірна | Вагова категорія          | Місце  |
| ---------------------------------------------------------------- | ------ | ------------------------- | ------ |
| Олімпійський кваліфікаційний турнір з боротьби 2000 (Мінськ)     | Польща | вільна боротьба, до 76 кг | 4      |
| Олімпійський кваліфікаційний турнір з боротьби 2004 (Братислава) | Польща | вільна боротьба, до 84 кг | 6      |
| Гран-прі Німеччини з боротьби 2004                               | Польща | вільна боротьба, до 84 кг | 8      |
| Гран-прі Німеччини з боротьби 2005                               | Польща | вільна боротьба, до 84 кг | Бронза |
| Гран-прі Німеччини з боротьби 2006                               | Польща | вільна боротьба, до 84 кг | Бронза |
| Гран-прі Німеччини з боротьби 2007                               | Польща | вільна боротьба, до 84 кг | 17     |
| Олімпійський кваліфікаційний турнір з боротьби 2008 (Варшава)    | Польща | вільна боротьба, до 84 кг | Бронза |